# Fissidens pocsii
Fissidens pocsii là một loài Rêu trong họ Fissidentaceae. Loài này được Bizot & Dury ex Pócs mô tả khoa học đầu tiên năm 1976.